# Will Carling
William David Charles Carling (* 12. prosince 1965, Bradford-on-Avon) je bývalý anglický ragbista, který hrál jako tříčtvrtka. V roce 2021 vstoupil do Světové síně slávy ragby. S Anglií získal 2. místo na MS 1991 a čtyřikrát s ní vyhrál Pohár 5 národů (1991, 1992, 1995, 1996). V roce 1992 obdržel Řád Britského impéria. Za Anglii odehrál 73 zápasů a připsal si 13 pětek. V 59 zápasech byl kapitánem své země a do roku 2009 byl hráčem, který odehrál na reprezentační úrovni nejvíce utkání jako kapitán, než ho překonal Jihoafričan Smit. Kapitánem své země se stal ve svých 22 letech.
Klubovou kariéru strávil od roku 1987 do roku 2000 v anglickém klubu Harlequins. Vyhrál s ním v sezoně 1987/88 a 1990/91 Anglo-Velšský pohár. Kariéru ukončil kvůli zranění ramene. 
Po konci kariéry se stal televizním komentátorem ragby. Pracoval jako motivační řečník a založil společnost podnikající v pohostinství. Byl patronem organizace bojující proti rakovině prsu. V roce 2014 podepsal otevřený dopis proti nezávislosti Skotska. Někteří novináři tvrdili, že měl vztah s princeznou Dianou, což měl být důvod jeho rozvodu v roce 1996 s televizním moderátorkou Julii Carlingovou (za svobodna Smithovou). Carling popřel vztah s Lady Dianou. V současnosti má manželku Lisu a dvě děti. 